# Rüdiger Uentz
Rüdiger Uentz (* 31. Januar 1957) ist ein ehemaliger deutscher Fußballspieler. Zwischen 1975 und 1984 spielte er für verschiedene Mannschaften in der zweitklassigen DDR-Liga.

## Sportliche Laufbahn
Der Sohn des ehemaligen DDR-Oberliga-Spielers Meinhard Uentz, Rüdiger Uentz, wurde 1965 als Achtjähriger in die Nachwuchsabteilung des TSC Berlin (ab 1966 1. FC Union Berlin) aufgenommen. 1975 gehörte Rüdiger Uentz zum Kader der DDR-Juniorennationalmannschaft, für die er als Einwechselspieler zwei Länderspiele bestritt. Sein erstes Spiel für die DDR-Liga-Mannschaft des 1. FC Union bestritt der 18-jährige Uentz am 5. April 1975 in der Begegnung SG Dynamo Fürstenwalde – Union. Bei der 1:2-Niederlage spielte er 59 Minuten im zentralen Mittelfeld. Auch in den beiden folgenden Ligaspielen bekam er zwei Kurzzeiteinsätze. Als Staffelsieger qualifizierte sich Union für die Oberliga-Aufstiegsrunde. In den acht Aufstiegsspielen wurde Uentz viermal aufgeboten, seine Mannschaft verpasste aber den Aufstieg. In der Saison 1975/76 gehörte Uentz als Mittelfeldspieler zunächst zur Stammbesetzung und hatte bereits am 3. Spieltag der DDR-Liga seinen Höhepunkt, als er in der Begegnung Union – Stahl Finow beim 6:1-Sieg vier Tore beisteuerte. Am 10. Spieltag verletzte er sich so schwer, dass er erst gegen Ende der Saison wieder eingesetzt werden konnte und so nur 13 der 22 Ligaspiele bestritt. Union erreichte erneut die Oberliga-Aufstiegsrunde, die diesmal – ohne Uentz – erfolgreich abgeschlossen wurde. Für die Oberliga-Saison 1976/77 wurde Uentz für die Nachwuchsoberliga nominiert. Dort konnte er nur die ersten vier Punktspiele absolvieren, weil er danach wieder verletzungsbedingt für den Rest der Saison ausfiel. 
Von der Spielzeit 1977/78 an spielte Rüdiger Uentz für die Armeesportgemeinschaft (ASG) Vorwärts Neubrandenburg. In deren DDR-Liga-Mannschaft kam Uentz in den ersten beiden Spielzeiten nur auf zwei bzw. einen Einsatz. 1979/80 eroberte sich Uentz einen Stammplatz in der Liga-Mannschaft. Er bestritt als Mittelstürmer 16 der 22 Punktspiele und wurde mit acht Treffern Torschützenkönig der ASG. In der Hinrunde der Saison 1980/81 bestritt er bis zu seiner Entlassung aus der Armee im Oktober 1980 alle acht Ligaspiele, in denen er auf sieben Tore kam. 
Uentz kehrte im November 1980 nach Ost-Berlin zurück und schloss sich der DDR-Liga-Mannschaft der Betriebssportgemeinschaft (BSG) Kabelwerk Oberspree Berlin an, wo er sofort Stammspieler wurde, von den restlichen 14 Ligaspielen zwölf Begegnungen absolvierte und weiterhin als Mittelstürmer neun weitere Treffer erzielte. Nachdem er 1981/82 15 Punktspiele für KWO bestritten und sechsmal als Torschütze auftraf, wechselte er zum Saisonende zum Ligakonkurrenten BSG Stahl Hennigsdorf.
Bei den Randberlinern führte er sich sofort als Rekordtorschütze ein, indem er 1982/83 bei 18 Ligaspielen zwölfmal traf. 1983/84 konnte er nur in sechs DDR-Ligaspielen eingesetzt werden, in denen er zwei Tore erzielte. Die Stahlwerker wurden am Saisonende in ihrer Ligastaffel Neunter. Da anschließend die DDR-Liga auf zwei Staffeln verkürzt wurde, reichte es nicht für den Klassenerhalt und Stahl Hennigsdorf musste in die drittklassige Bezirksliga absteigen. Uentz verließ die Mannschaft und spielte anschließend mit der BSG Chemie Velten. Obwohl er zu diesem Zeitpunkt erst 27 Jahre alt war, kehrte er nicht mehr in den höherklassigen Fußball zurück. Er hatte dort während neun Spielzeiten 97 DDR-Liga-Spiele bestritten und 51 Tore erzielt.

## Trivia
Rüdiger Uentz ist heute Betreiber des traditionsreichen Restaurants "Haus Berlin" am Strausberger Platz.